# Karl Boš
Karl Boš (27. avgust 1874 – 26. april 1940) bio je nemački hemičar i inženjer, i dobitnik Nobelove nagrade za hemiju. On je bio pionir u polju industrijske hemije visokog pritiska i osnivač firme IG Farben, koja je svojevremeno bila najveća svetska hemijska kompanija.

## Biografija

### Rane godine
Karl Boš je rođen u Kelnu u Nemačkoj u porodici uspešnog snabdevača gasa i gasne opreme. Njegov ujak Robert Boš bio je pionir razvoja svećice i osnivač multinacionalne kompanije Boš. Karl, pokušavajući da se odluči između karijere u metalurgiji ili hemiji, studirao na Keniglič Tehničkom univerzitetu Šarlotenburg (danas Tehnički univerzitet u Berlinu) i na Univerzitetu u Lajpcigu od 1892 do 1898.

### Karijera
Karl Boš je pohađao Univerzitet u Lajpcigu, i tamo je studirao pod Johanesom Vislicenusom, i stekao je doktorat 1898. godine za svoja istraživanja u oblasti organske hemije. Nakon toga je 1899. godine počeo da radi za BASF, u to vreme najveću nemačku firmu za proizvodnju hemikalija i boja. Od 1909 do 1913 on je transformisao Fric Haberov stoni model metoda za fiksiranje azota koristeći hemiju visokog pritiska putem Haber-Bošovog procesa za produkciju sintetičkog nitrata, proces koji ima bezbrojne industrijske primene za pravljenje mnogobrojnih industrijskih jedinjenja, robe široke potrošnje i komercijalnih proizvoda. Njegov primarni doprinos bio je širenje obima procesa, omogućavajući industrijsku proizvodnju ogromnih količina sintetičkog nitrata. Da bi to ostvario, morao je da izgradi postrojenje i opremu koja bi efikasno funkcionisala pod visokim pritiscima i temperaturama gasa.
Boš je isto tako bio odgovoran za pronalazak nekoliko praktičnih katalizatora, pored osmijuma i uranijuma koje je koristio Haber. To je značajno jer je osmijum bio veoma ograničen resurs, a uranijum veoma skup.
Boš je dobio Simensov prsten 1924. za doprinos primenjenom istraživanju i podršku osnovnim istraživanjima. Godine 1931, dobio je Nobelovu nagradu za hemiju zajedno sa Fridrihom Bergiusom za uvođenje hemije visokog pritiska. Danas Haber-Bošov proces proizvodi 100 miliona tona azotnog đubriva svake godine. Nakon nacističkog preuzimanja vlasti, Boš je bio jedan od industrijalaca izabranih za članstvo u Akademiji nemačkog prava Hansa Franka u oktobru 1933, gde je bio član Opšteg ekonomskog saveta (Generalrat der Wirtschaft). U decembru 1933, Boš je dobio ugovor za proširenje proizvodnje sintetičkog ulja, razvoj koji je bio od suštinskog značaja za buduće ratne planove Adolfa Hitlera.

## Lični život
Boš se oženio Elsu Šilbah 1902. Karl i Elsa su imali sina i ćerku. Kao kritičar mnogih nacističkih politika, uključujući antisemitizam, Boš je postepeno razrešen svojih visokih položaja, te je pao u depresiju i alkoholizam. Umro je u Hajdelbergu.

## Nasleđe
Haber–Bošov proces danas troši više od jednog procenta ljudske proizvodnje energije i odgovoran je za ishranu otprilike jedne trećine populacije. U proseku, polovina azota u ljudskom telu dolazi iz sintetički fiksiranih izvora, proizvod Haber-Bošove biljke. Boš je bio vatreni kolekcionar insekata, minerala i dragulja. Njegovi prikupljeni meteoriti i drugi uzorci minerala pozajmljeni su Univerzitetu Jejl, a na kraju ih je kupio Smitsonijan. On je bio astronom amater sa dobro opremljenom privatnom opservatorijom. U njegovu čast je nazvan asteroid 7414 Boš.
Karl Boš, zajedno sa Fricom Haberom, proglašeni su za najuticajnije hemijske inženjere svih vremena od strane članova Instituta hemijskih inženjera.
Haber-Bošov proces, verovatno najpoznatiji hemijski proces na svetu, koji zahvata azot iz vazduha i pretvara ga u amonijak, ima svoju ulogu u procesu Zelene revolucije koja hrani rastuću populaciju sveta.
Boš je takođe osvojio brojne nagrade, uključujući počasni doktorat Univerziteta u Karlsrueu (1918), Libigovu Memorijalnu medalju Udruženja nemačkih hemičara zajedno sa Bunzenovom medaljom Nemačkog Bunzenovog društva, Simensovim prstenom i Zlatnom Grašofovom memorijalnom medaljom VDI. Godine 1931, dobio je Nobelovu nagradu za hemiju za doprinos pronalasku hemijskih metoda visokog pritiska. On je dobio i Eksnerovu medalju od Austrijskog trgovinskog udruženja i Memorijalnu medalju Karla Luega. Boš je takođe bio u član u raznim nemačkim i stranim naučnim akademijama i bio je predsedavajući Društva Kajzer Vilhelm, čiji je predsednik postao 1937.

## Literatura
- Smil, Vaclav (2004). Enriching the Earth: Fritz Haber, Carl Bosch, and the Transformation of World Food Production. MIT Press. ISBN 978-0-262-69313-4.
- Thomas Hager (2008). The Alchemy of Air: A Jewish Genius, a Doomed Tycoon, and the Scientific Discovery That Fed the World but Fueled the Rise of Hitler. ISBN 978-0-307-35178-4.
- Hayes, Peter (1987). „Carl Bosch and Carl Krauch: Chemistry and the Political Economy of Germany, 1925–1945”. The Journal of Economic History. 47 (2): 353—363. JSTOR 2122234. doi:10.1017/S0022050700048117.
- K. Holdermann (1949). „Carl Bosch und die Naturwissenschaft”. Naturwissenschaften. 36 (6): 161—165. Bibcode:1949NW.....36..161H. doi:10.1007/BF00626575.
- Krauch, Carl (1940). „Carl Bosch zum Gedächtnis”. Angewandte Chemie. 53 (27–28): 285—288. doi:10.1002/ange.19400532702.
- „Carl Bosch”. Famous Scientists. Human Touch of Chemistry. Архивирано из оригинала 29. 6. 2013. г.
- „Carl Bosch”. The Nobel Prize in Chemistry 1931. Nobelprize.org.
- „Carl Bosch (German chemist)”. Encyclopædia Britannica.
- Messerschmid, Ernst and Reinhold Bertrand. Space Stations. Springer. 1999.
- Porosoff, Marc D.; Yan, Binhang; Chen, Jingguang G. (2016). „Catalytic reduction of CO 2 by H 2 for synthesis of CO, methanol and hydrocarbons: challenges and opportunities”. Energy & Environmental Science (на језику: енглески). 9 (1): 62—73. ISSN 1754-5692. doi:10.1039/C5EE02657A.
- Methods of water production Архивирано мај 29, 2005 на сајту
- Smil, Vaclav (2004). Enriching the Earth: Fritz Haber, Carl Bosch, and the Transformation of World Food Production (1st изд.). Cambridge, MA: MIT. ISBN 9780262693134.
- Hager, Thomas (2008). The Alchemy of Air: A Jewish genius, a doomed tycoon, and the scientific discovery that fed the world but fueled the rise of Hitler (1st изд.). New York, NY: Harmony Books. ISBN 978-0-307-35178-4.
- Sittig, Marshall (1979). Fertilizer Industry: Processes, Pollution Control, and Energy Conservation. Park Ridge, NJ: Noyes Data Corp. ISBN 978-0-8155-0734-5.

## Spoljašnje veze
- recognition of their contributions to the invention and development of chemical high pressure methods на сајту  (архивирано 2006-06-30).
- Novinski isečci na temu  Karl Boš u Novinskim arhivama 20. veka Nemačke nacionalne biblioteke ekonomije (ZBW)